# Sarkis Rizzi
Sarkis Rizzi (XVI secolo – Qannubin, 25 settembre 1596) è stato un patriarca cattolico libanese, che ha ricoperto la carica di patriarca della Chiesa maronita tra il 1581 e il 1596.

## Biografia
Alla morte del patriarca Mikhail Rizzi, il Santo Sinodo dei vescovi della Chiesa maronita elesse il suo successore nella persona del fratello del patriarca defunto, l'arcivescovo Sarkis Rizzi. L'elezione avvenne nel monastero di Qannubin, luogo di residenza dei patriarchi maroniti, il 28 settembre 1581. Nella stessa riunione, a cui erano presenti due legati pontifici, i padri Giovan Battista Bruno e Eliano, entrambi gesuiti, il nuovo patriarca lesse una professione di fede cattolica. Padre Bruno fu incaricato di comunicare alla Santa Sede l'avvenuta elezione e la professione emessa da Sarkis Rizzi, per ottenere la conferma dal papa. Gregorio XIII concesse il pallio e la conferma dell'elezione il 14 marzo 1583.
Durante il patriarcato di Sarkis Rizzi, grazie all'attività di padre Eliano, fu fondato il collegio maronita a Roma, che fu confermato con la bolla Humana sic ferunt di Gregorio XIII del 27 giugno 1584.
L'ortodossia dei maroniti fu criticata in diversi ambienti della Curia romana. Per questo motivo, il papa incaricò un suo legato speciale, il gesuita Girolamo Dandini, di recarsi a Qannubin per indire un sinodo, che si svolse nel mese di settembre del 1596. L'anziano e ammalato patriarca difese con veemenza l'integrità e l'ortodossia della sua Chiesa, protestando contro le false accuse rivolte ai maroniti. Qualche giorno dopo la chiusura del sinodo, il 25 settembre il patriarca morì, e i vescovi, presenti a Qannubin, elessero come suo successore, il nipote del defunto, Youssef Rizzi.